# Abaristophora nepalensis
Abaristophora nepalensis är en tvåvingeart som beskrevs av Ronald Henry Lambert Disney och Ross 1997. Abaristophora nepalensis ingår i släktet Abaristophora och familjen puckelflugor.
Artens utbredningsområde är Nepal. Inga underarter finns listade i Catalogue of Life.